# 武清 (成化進士)
武清（1452年—？），字源潔，山西太原府岢嵐州人，民籍，明朝政治人物。進士出身。

## 生平
早年出身州學生，舉山西鄉試第四十四名。成化十一年（1475年）乙未科會試第一百六十八名，殿試登進士第三甲第十三名。

## 家族
曾祖父武榮。祖父武敬賢。父亲武英，曾任聽選官。